# Zegen
Zegen (Japanese: 女衒 ZEGEN?) es una película japonesa de comedia negra de 1987 del director Shohei Imamura. Fue inscrito en el Festival de Cine de Cannes de 1987.  La película fue seleccionada como la opción a Mejor Película en Lengua Extranjera en la 60ª edición de los Premios de la Academia, pero no fue nominada. 

## Trama
Cuenta la historia de Iheiji Muraoka, quien construyó burdeles para el ejército japonés.

## Elenco
- Ken Ogata como Iheiji Muraoka
- Mitsuko Baisho como Shiho
- Bang-ho Cho como Komashitai
- Yuki Furutachi
- Shino Ikenami como Tome
- Kozo Ishii como Kumai
- Satoko Iwasaki
- Kurenai Kanda como Otsuno
- Choichiro Kawarazaki como Kunikura
- Chun Hsiung Ko as Wang (como Chun-Hsiung Ko)
- Hiroyuki Konishi como Uehara
- Mami Kumagaya como Kino
- Leonard Kuma como dueño de la tienda
- Norihei Miki como Tomonaga
- Sanshō Shinsui como Chota
- Tetta Sugimoto como Genkichi
- Minori Terada como Hisamitsu
- Taiji Tonoyama como Shimada
- Fujio Tsuneta como Nishiyama
- Kimiko Yoshimiya como Takeyo